# Danielle Casanova (Schiff)
Die Danielle Casanova ist eine von Corsica Linea betriebene Fähre, die unter französischer Flagge fährt.

## Geschichte
Die Fähre wurde für die französische Reederei SNCM von der italienischen Werft Fincantieri als Mediterranée gebaut. Sie wurde am 21. Juni 2002 abgeliefert und am 2. Juli 2002 unter dem Namen Danielle Casanova auf der Strecke zwischen Marseille und Bastia bzw. Ajaccio auf Korsika in Dienst gestellt.
Nach dem Bankrott von SNCM 2016 wurde das Schiff in die Flotte von Corsica Linea aufgenommen und bedient zurzeit die Strecke zwischen Marseille und Tunis.
Das Schiff ist nach der französischen Kommunistin und Angehörigen der Résistance benannt.

## Ausstattung
An Bord der Danielle Casanova gibt es für die Passagiere 470 Kabinen in verschiedenen Klassen mit 1860 Betten. Weiterhin stehen Ruhesessel zur Verfügung. Das Schiff ist mit mehreren Restaurants und Bars ausgestattet. An Deck gibt es einen Swimmingpool. Ebenfalls ist das Schiff mit einer Kinderspielecke ausgestattet.